# Roger Bernhusen de Sars
Roger Gustaf Adolf Abraham Bernhusen de Sars (född 22 juli 1806 - d ?) är en återkommande figur i romaner av Hjalmar Bergman. Han förekommer som en ung man i Två släkter (1914) och Knutsmässo marknad (1916) samt som en åldrad man i Hans nåds testamente (1910) och Jag, Ljung och Medardus (1923).  I Vi Bookar, Krokar och Rothar (1912) omnämns hans död.
Tidslinjen i Bergmans romaner är alltid något osäker, men i Hans nåds testamente synes den 65-årige baronen gå mot sin död, även om han mycket väl kan ha levt längre än så. Om man ska hålla sig till en strikt kronologi bör baronen ha varit född någon gång kring 1820 och kanske ha avlidit kring 1885–1890. Enligt en annan uttolkning skall han vara född omkring 1806. Emellertid är sådana beräkningar då det gäller Bergmans tidsföljd omöjliga då man finner att mycket inte samstämmer. 
Baron Bernhusen förefaller i romanerna som viril liksom självsäker och uttrycker sig med en myckenhet franska ord. Som ung giftes han in i den mäktiga ätten Siedel. Senare får man veta att baronen dock haft en olycklig förälskelse med en flicka av folket, något som resulterat i den oäkta dottern Blenda. I Vi Bookar, Krokar och Rothar 1912 nämns det att den åldrige baronen avlidit efter att ha gjort en badresa till Homburg. Det ges likaledes en beskrivning av hur det gick för kretsen kring honom, såsom dottern Blenda Pettersson och gamle trotjänaren Anders Vickberg. 
Roger Bernhusen de Sars ska ha varit modellerad efter Hjalmar Bergmans gudfar , baronen och kammarherren samt herren till Ekeberg, Carl Edvard Styrbjörn von Stedingk (född 1854, död 1914) som Hjalmar Bergman och hans far kände. Hjalmar Bergman under sin barndom var mycket förtjust i att "leka baron" .

## Släktingar
- Morfar, överste Abraham Bergfeldt, anfader till greve Vilhelm Bergfeldt, blivande fideikommissarie till Rogershus.

- Kusin Abraham Lilja, herre till Viskingeholm, son till gamle Abraham Lilja.

- Farfars morfar, riksrådet Abraham Bernhusen, svärfar till Rogershusbaronens farfarsfar, riksrådet och friherren Roger de Sars.

- Farbror, Julius Gustaf Adolf Robert Bernhusen de Sars, utomäktenskaplig far till Lovisa Halling gift med komminister Enberg.

- Tant Laura som uppenbarar sig i en av romanens drömepisoder, död sedan många år.

- Brukspatron Arvid Siedel, baronens svåger och bror till Rogershusbaronens fru Ulla f. Siedel.

- Änkedomprostinnan Julia Hyltenius, baronens syster, gift med den framlidne domprosten Per Hyltenius d.ä. och mor till Per, Roger och Malin gift med Vilhelm Bergfeldt.

- Sara Siedel, dotter till Arvid Siedel och kusin till Blenda Pettersson.

## Titlar
- Svensk friherre.
- Tysk - romersk riksfriherre.
- F. d. ryttmästare och titulär kammarherre.
- Fideikommissarie till Rogershus.
- Herre till Björkenäs, Klockeberga med flera domäner.
- Kommendör av Kungliga Nordstjärneorden och riddare av Kungliga Svärdsorden.